# Michael Cooper (fotógrafo)
Michael Cooper (1941 - 1973) fue un fotógrafo británico, reconocido por sus fotografías de los principales músicos de rock de la década de 1960 y principios de 1970. Con un total de setenta mil fotografías gran mayoría son del grupo The Rolling Stones que datan de mediados de la década de 1960. Fue el fotógrafo en las sesiones para las portadas de los álbumes Their Satanic Majesties Request y Sgt. Pepper's Lonely Hearts Club Band.

De todos los fotógrafos que existen, Michael ha sido por lejos el que mejor documentó esa magnífica década, y quien entendió realmente que significaron aquellos años sesenta y aquellos juveniles sueños de futuro.
John Lennon.

## Biografía
En 1964 Cooper se reunió en Londres con el comerciante de arte Robert Fraser un comerciante de arte. Gracias a Fraser, Cooper fue presentado a figuras destacadas en la música, el arte y la literatura, incluyendo The Beatles, The Rolling Stones (la banda con la que más trabajo), Marianne Faithfull, Eric Clapton, los artistas Cecil Beaton, Andy Warhol, Peter Blake y David Hockney, además de los escritores William S. Burroughs, Jean Genet, Terry Southern y Allen Ginsberg.
Fue el fotógrafo de las sesiones para la portada de Sgt. Pepper's Lonely Hearts Club Band de The Beatles, probablemente su trabajo más famoso. La camiseta que dice "Welcome The Rolling Stones, Good Guys" que lleva una niña sentada a la derecha, fue proporcionada por el hijo de Cooper, Adam, producto de su matrimonio con Rose. Cooper a su vez tomó la fotografía para la cubierta 3D de Their Satanic Majesties Request de The Rolling Stones.
Cooper estuvo presente en la casa de Keith Richards ubicada en "Redlands", en Sussex, cuando se estaba celebrando una fiesta allí, el sitio fue allanado por la policía la tarde del 12 de febrero de 1967, dando lugar a delitos relacionados con drogas relacionados con Richards, Mick Jagger y Robert Fraser.

### Fallecimiento
Al terminar los años 60, Cooper cayó en una profunda depresión. El hecho de que la guerra de Vietnam no terminase y la muerte de su pareja, Ginger, provocó que se suicidara con una sobredosis de heroína en 1973. Le dejó una carta a su hijo Adam en donde le pidió "comprensión".

## Publicaciones de su trabajo
Un libro con las fotografías de Cooper, Blinds and Shutters, fue editado por Perry Richardson, y publicado en una edición limitada en 1989. Una exposición retrospectiva de su obra fotográfica con el mismo título se llevó a cabo en la Atlas Gallery, Londres, entre septiembre a octubre de 2003. Las fotografías de Cooper también figuran en el libro Michael Cooper: You Are Here – The London Sixties, editado por Robin Muir (Schirmer/Mosel, 1999) y en el libro The Early Stones, también editado por Perry Richardson.

Sabía cuándo mantenerse apartado, entonces lo que hacía -sacarnos fotos-, era un hecho natural en nuestra relación. Jamás te fastidiaba poniéndote una cámara en tu cara ni haciéndote consciente de ella. Michael sólo sacaba fotos. Hacía eso. Estar cerca de nosotros (...) No era solamente que te gustaba tanto como persona que lo dejabas hacer cosas que jamás les permitirías a otros, sino que nunca eras consciente de que las estaba haciendo. Lo hacía tan bien y tan sigilosamente que la mayor parte de las veces nadie notaba que nos estaba fotografiando.
Keith Richards.

El hijo de Michel, Adam a los 18 años de edad recibió una caja con setenta mil negativos fotográficos, durante dos años visitó el laboratorio de revelado de un amigo y logró con éxito rescatar el 99 % de las fotografías. Adam se mudó a Argentina en 1989 para grabar Highlander II, de allí conoció a la argentina Silvia Ripoll, su esposa y madre de su hija, Emily. Están radicados en la Ciudad Autónoma de Buenos Aires, en donde se exhibió la muestra Stones 50: The Michael Cooper Collection de enero a febrero de 2014, con todo el trabajo de Michel Cooper en el Centro Cultural Borges. En 2014 el trabajo de Cooper fue expuesto en el Centro Cultural Recoleta.
Como un anticipo a la gira de 2016 de The Rolling Stones en Argentina, a partir del 3 de febrero la muestra fotográfica se volvió a exponer en la Ciudad Cultural Konex, Sarmiento 3131. Esta vez hubo material audiovisual inédito en exposición, además la muestra fue ampliada con más de 250 fotografías en exhibición.